# Alfonso Martínez Alcázar
Alfonso Jesús Martínez Alcázar (Morelia, Michoacán de Ocampo; 30 de enero de 1975) es un político mexicano, Licenciado en Administración de profesión, miembro del Partido Acción Nacional (PAN).
El 7 de junio de 2015 se convirtió en el  presidente municipal electo de Morelia y en el primer independiente en obtener el cargo en dicha ciudad. En 2021 volvería a contender por la presidencia por la alianza PAN y PRD, donde volvería a ganar. Actualmente es presidente municipal de Morelia por tercera ocasión.

## Antecedentes
Es nieto de Alfonso Martínez Serrano, quien fuera Presidente Municipal de Morelia durante la administración del Gobernador Agustín Arriaga Rivera.

## Educación
Estudió en la Preparatoria ICA entre septiembre de 1990 a julio de 1993.
Posteriormente dicen que estudió ingeniería industrial pero realmente es la licenciatura en administración en el Instituto Tecnológico de Morelia, entre los años 1993 y 1998, donde obtuvo su título como Licenciado en Administración, Después cursó una Maestría en Calidad Total y Competitividad en la UMSNH entre enero de 2002 y mayo de 2004.
Además tiene diversos diplomados en Administración, Calidad Total, Rehabilitación Financiera, Mercadotecnia, Administración de Recursos Humanos y Cambio Organizacional todo lo que abarca todo un Licenciado.

## Trayectoria política
Fue miembro del Partido Acción Nacional desde principios de los años 1990, donde participó como Consejero Estatal, secretario de Finanzas del Comité Directivo Municipal en Morelia.
Fue diputado federal suplente por el PAN en la LIX Legislatura 2003-2006, siendo propietario Pablo Villanueva Ramírez, en 2005 fue diputado local propietario en la LXX Legislatura siendo su suplente María Georgina Vallín Gómez.
Concursó en el año 2008, representando al blanquiazul para la alcaldía de Morelia donde resultó triunfador Fausto Vallejo Figueroa por el PRI, en 2009 fue diputado federal propietario de la LXI Legislatura por el Distrito VIII siendo su suplente la practicante de taekwondo Iridia Salazar Blanco.
En 2011 buscó nuevamente ser candidato del PAN para la presidencia municipal de Morelia durante las Elecciones estatales de Michoacán de 2011, compitiendo Marko Antonio Cortés Mendoza como candidato de dicho partido, quien perdió contra Wilfrido Lázaro Medina.
En 2011 ingresó como diputado Local en el Congreso del Estado en la LXXII Legislatura de forma plurinominal, donde fue Coordinador del Grupo Parlamentario y presidente de la Junta de Coordinación Política, además de Presidente de la Mesa Directiva.
En 2015 se convierte en el alcalde de Morelia, capital de Michoacán y logra un cambio en infraestructura y seguridad.
En 2018 buscó la reelección como candidato independiente, perdiendo frente a Raúl Morón Orozco por una diferencia de 2 mil 667 votos de acuerdo al PREP.
En 2020 regresa a ser miembro activo del PAN para aspirarse a la candidatura a la alcaldía de Morelia.
Para 2021 acompañado del PAN y PRD, busca nuevamente la candidatura para la alcaldía de Morelia, el 13 de junio de 2021 recibe su constancia de mayoría y validez como presidente municipal de Morelia; contabilizó 102 mil 453 votos por parte de la ciudadanía, posteriormente inició sus funciones como alcalde el primero de septiembre de 2021.

## Trayectoria como independiente
En noviembre de 2014 al perfilarse a ser el candidato del PAN para la Alcaldía de Morelia y no ver las condiciones políticas, decide presentar su renuncia al instituto político.
El 7 de enero de 2015, Alfonso Martínez presentó ante el Instituto Electoral de Michoacán (IEM) su registro como aspirante a la alcaldía de Morelia por la vía independiente.
Logró conseguir las 11 mil 500 firmas que la ley le exige para registrarse como candidato independiente.
El 7 de junio, en las Elecciones estatales de Michoacán de 2015, Alfonso Martínez logra según el Programa de Resultados Electorales Preliminares (PREP) 63 mil 400 votos, dejando al candidato del PRI, Jaime Dario Oseguera, en segundo lugar con 55 mil 364, una diferencia de 8 mil votos.
El sábado 13 de junio de 2015, Alfonso Martínez recibió su constancia de mayoría que lo acredita como el candidato electo a la alcaldía de Morelia, al obtener la mayor cantidad de votos en la elección del 7 de junio, 75 mil 380 votos según el cómputo final.
Alfonso Martínez Alcázar también se convierte en uno de los primeros 6 candidatos independientes que ganaron un cargo por mayoría en las elecciones de 2015.
Durante su trayectoria ha contendido cinco veces a la capital moreliana, ganando tres y perdiendo dos.
Elección 2007, 66 mil votos. (Perdida en alianza con el PAN y Nueva Alianza).
Elección 2015, 70 mil votos. (Ganada de manera independiente) 
Elección 2018, 77 mil votos. (Perdida de manera independiente)
Elección 2021, 102 mil votos. (Ganada en alianza con el PAN y PRD)
Elección 2024, 159 mil votos. (Ganada en alianza con el PAN y PRD)

## Actividades
Fue miembro del Cuerpo de Rescate y Protección Civil del Estado de Michoacán entre 1990 y 1992, vicepresidente del grupo JEMAC entre los años 1991 y 1993, presidente del Club Leo Morelia Guayangareo entre 1997 y 1998, presidente del Club Leo del Distrito B-4 durante 1998 a 1999 y presidente del Club de Leones “Morelia Universitario”.[cita requerida]